# Close-Up Dance Festival
Close-Up Dance Festival foi um festival de eurodance realizado no Brasil nos dias 18 e 19 de março de 1995.
Foi realizado em dois dias, sendo o primeiro, 18, no Vale do Anhangabaú, em São Paulo; e o outro no dia 19, na Praia de Ipanema, no Rio de Janeiro.
Ocorreu no auge da eurodance no país, com público estimado em mais de 150 mil pessoas e sendo transmitido ao vivo pela rede Jovem Pan FM.
Um álbum com músicas das bandas participantes foi lançado pela Polygram no país.

## Line-Up
- Masterboy
- 2 Brothers on the 4th Floor
- Technotronic
- DJ Bobo
- Twenty 4 Seven
- 2 Unlimited